# Первомайский (Коломенский район)
Первома́йский — посёлок в Московской области России. Входит в городской округ Коломна.
Расположен к западу от Коломны на автомобильной дороге Р115. Население — 1103 чел. (2010). Образован в 1966 году. В 2016 году в Первомайском, установили уличное освещение на дороге. В 2017 году, Первомайский стал посёлком Коломенского Городского округа.
С 2006 до 2017 гг. входил в Биорковское сельское поселение Коломенского района, с 2017 до 2020 гг. — в Коломенский городской округ.

## Население
| 2002 | 2006  | 2010  |
| ---- | ----- | ----- |
| 1078 | ↗1152 | ↘1103 |

## Образование
Первомайская начальная школа — детский сад

## Транспорт
Остановочный пункт электропоездов — Семёновская.